# Grace (cràter)
|  | Aquest article tracta sobre un cràter de Venus. Si cerqueu un cràter de la Lluna, vegeu «Grace (cràter lunar)». |

Grace és un cràter d'impacte en el planeta Venus de 19 km de diàmetre. Porta el nom d'un antropònim grec, i el seu nom va ser aprovat per la Unió Astronòmica Internacional el 1994.